# Dankowice Trzecie
Pour les articles homonymes, voir Dankowice.
Dankowice Trzecie (prononciation : [dankɔˈvit͡sɛ ˈtʂɛt͡ɕɛ]) est une localité polonaise de la gmina de Krzepice, située dans le powiat de Kłobuck en voïvodie de Silésie.